# مزرعة أحمد (رباطات)
مزرعة احمد (بالإنجليزية: Mazraeh-ye Ahmad, Ardakan)‏ هي منطقة سكنية تقع في إيران في يزد. يقدر عدد سكانها بـ 16 نسمة .